# Tuscarora (Nowy Jork)
Tuscarora – miasto w Stanach Zjednoczonych, w stanie Nowy Jork, w hrabstwie Steuben.